# Henry Koster
Henry Koster, eigentlich Hermann Kosterlitz (* 1. Mai 1905 in Berlin; † 21. September 1988 in Camarillo, Kalifornien, USA), war ein deutsch-US-amerikanischer Filmregisseur und Drehbuchautor. In Hollywood machte er sich einen Namen als erfolgreicher Regisseur von zumeist heiteren Filmen.

## Leben
Hermann Kosterlitz alias Henry Koster wurde 1905 in einer großbürgerlichen jüdischen Familie in Berlin geboren. Sein Vater praktizierte als Arzt. Der Vater seiner Mutter war Julius Salomon, ein bekannter Tenor. Kosters älterer Bruder Hans Walter Kosterlitz wurde später ein berühmter Pharmakologe an der Universität Aberdeen. Kosters Neffe, J. Michael Kosterlitz wurde 2016 mit dem Nobelpreis für Physik ausgezeichnet. 
Mit 17 Jahren begann Kosterlitz, sich als Autor von Kurzgeschichten einen Namen zu machen. Ab 1926 fand er den Einstieg ins Filmgeschäft als Drehbuchautor an diversen deutschen Filmen der späten Stummfilm- und frühen Tonfilmzeit. In den 1930er-Jahren wurde er Assistent von Regisseur Kurt Bernhardt. Als dieser 1931 eines Tages mitten in den Dreharbeiten krank wurde, übernahm er die Regie. Er drehte drei Filme für die AAFA AG, bis er nach der Machtübernahme der Nationalsozialisten Deutschland verließ.
Koster ging als Filmregisseur nach Wien und drehte unter anderem Komödien mit Franziska Gaal. 1935 lernte er Joe Pasternak von den Universal Studios kennen, zog in die USA und bekam einen Vertrag für drei Filme als Regisseur. Koster wurde praktisch über Nacht zum Retter des vom Bankrott bedrohten Studios dank der Musikkomödie Drei süße Mädels mit der 14-jährigen Deanna Durbin. Durbin war erst kurz vorher zugunsten von Judy Garland von MGM fallengelassen worden. Gemeinsam mit Pasternak als Produzenten schuf Koster bis 1941 noch weitere Filme mit Durbin, darunter 100 Mann und ein Mädchen von 1937, in dem Leopold Stokowski eine Nebenrolle hatte, First Love, Spring Parade und Die ewige Eva. Durch die Durbin-Filme erwarb sich Koster in Hollywood einen Ruf als Spezialist für Musicals und leichte Komödien.
Bis 1941 arbeitete Koster für Universal, dann für MGM. Dort war er maßgeblich für den Aufstieg von Musicalstar Kathryn Grayson verantwortlich. Für den von Samuel Goldwyn produzierten Film Jede Frau braucht einen Engel mit Loretta Young und Cary Grant erhielt Koster auf der Oscarverleihung 1948 eine Nominierung für die beste Regie. Im Anschluss stand er ab 1948 bei 20th Century Fox unter Vertrag. Einen seiner größten Erfolge hatte er 1950 mit dem Komödienklassiker  Mein Freund Harvey mit James Stewart in der Hauptrolle. Koster und Stewart mochten die Zusammenarbeit und arbeiteten insgesamt fünfmal miteinander, beispielsweise auch bei der Familienkomödie Mr. Hobbs macht Ferien von 1963.
1952 drehte er mit dem Historiendrama Das Gewand den ersten Cinemascope-Film, danach spezialisierte er sich neben Komödien vermehrt auch auf Kostümfilme. 1966 zog er sich nach seiner Regie des Nonnen-Musicals Dominique – Die singende Nonne aus dem Filmgeschäft zurück.
Henry Koster starb 1988 im Alter von 83 Jahren in Camarillo, Kalifornien. Er war zweimal verheiratet, von 1934 bis 1941 mit Käthe Kiraly (ein Sohn, Bob Koster) und ab 1942 mit der Schauspielerin Peggy Moran, mit der er zwei Kinder hatte.

## Filmografie (Auswahl)

### Drehbuch
- 1926: Die Waise von Lowood
- 1927: Prinz Louis Ferdinand
- 1927: Kinderseelen klagen euch an
- 1927: Eins plus Eins gleich Drei
- 1928: Das letzte Fort
- 1929: Sündig und süß
- 1931: Der Mann, der den Mord beging
- 1931: Wer nimmt die Liebe ernst?
- 1932: Fünf von der Jazzband
- 1934: Ball im Savoy

### Regie
- 1932: Das Abenteuer der Thea Roland
- 1933: Das häßliche Mädchen
- 1934: Peter, das Mädchen von der Tankstelle (Peter)
- 1934: Kleine Mutti
- 1935: Tagebuch der Geliebten
- 1935: Der Murrkopf (De Kribbebijter)
- 1935: Katharina die Letzte
- 1936: Drei süße Mädels (Three Smart Girls)
- 1937: 100 Mann und ein Mädchen (One Hundred Men and a Girl)
- 1938: Wirbelwind aus Paris (The Rage of Paris)
- 1939: Three Smart Girls Grow Up
- 1939: First Love
- 1940: Spring Parade
- 1941: Die ewige Eva (It Started with Eve)
- 1944: Musik für Millionen (Music for Millions)
- 1946: Erfüllte Träume (Two Sisters from Boston)
- 1946: Bis die Wolken vorüberzieh’n (Till the Clouds Roll By)
- 1947: Tanz ohne Ende (The Unfinished Dance)
- 1947: Jede Frau braucht einen Engel (The Bishop’s Wife)
- 1948: The Luck of the Irish
- 1948: …und der Himmel lacht dazu (Come to the Stable)
- 1949: Die sündige Stadt (The Inspector General)
- 1950: Mein Freund Harvey (Harvey)
- 1950: Varieté-Prinzessin (Wabash Avenue)
- 1951: Die Reise ins Ungewisse (No Highway in the Sky)
- 1951: Cornelia tut das nicht (Elopement)
- 1951: Mr. Belvederes zweite Jugend (Mr. Belvedere Rings the Bell)
- 1952: Liebe, Pauken und Trompeten (Stars and Stripes Forever)
- 1952: Meine Cousine Rachel (My Cousin Rachel)
- 1952: Fünf Perlen (O. Henry’s Full House) – erste Episode
- 1953: Das Gewand (The Robe)
- 1954: Désirée
- 1955: Guten Morgen, Miss Fink (Good Morning Miss Dove)
- 1955: Ein Mann namens Peter (A Man Called Peter)
- 1955: Die jungfräuliche Königin (The Virgin Queen)
- 1956: Die Macht und ihr Preis (The Power and the Price)
- 1956: Zwischen Himmel und Hölle (D-Day the Sixth of June)
- 1957: Mein Mann Gottfried (My Man Godfrey)
- 1958: Fräulein (Fräulein)
- 1958: Die nackte Maja (The Naked Maja)
- 1960: Das Buch Ruth (The Story of Ruth)
- 1961: Mandelaugen und Lotosblüten (Flower Drum Song)
- 1962: Mr. Hobbs macht Ferien (Mr. Hobbs Takes a Vacation)
- 1963: In Liebe eine 1 (Take Her, She’s Mine)
- 1965: Geliebte Brigitte (Dear Brigitte)
- 1966: Dominique – Die singende Nonne (The Singing Nun)